# Pa Tần, Nậm Pồ
Pa Tần là một xã thuộc huyện Nậm Pồ, tỉnh Điện Biên, Việt Nam.

## Địa lý
Xã Pa Tần nằm ở phía bắc huyện Nậm Pồ, có vị trí địa lý:
- Phía đông giáp xã Nậm Khăn
- Phía tây giáp xã Na Cô Sa và huyện Mường Nhé
- Phía nam giáp xã Chà Cang và xã Nậm Tin
- Phía bắc giáp huyện Mường Nhé và tỉnh Lai Châu.

Xã Pa Tần có diện tích 165,93 km², dân số năm 2022 là 3.207 người, mật độ dân số đạt 19 người/km².

## Hành chính
Xã Pa Tần được chia thành 9 bản.

## Lịch sử
Ngày 21 tháng 3 năm 2006, Chính phủ ban hành Nghị định số 27/2006/NĐ-CP về việc thành lập xã Pa Tần trên cơ sở 16.670,93 ha diện tích tự nhiên và 2.016 nhân khẩu của xã Chà Cang.
Ngày 25 tháng 8 năm 2012, Chính phủ ban hành Nghị quyết số 45/NQ-CP về việc:
- Thành lập xã Nậm Tin trên cơ sở điều chỉnh 414 nhân khẩu của xã Pa Tần hiện xâm canh, xâm cư trên địa bàn xã Chà Cang.
- Chuyển xã Pa Tần thuộc huyện Mường Nhé về huyện Nậm Pồ mới thành lập quản lý.

Sau khi điều chỉnh địa giới hành chính, xã Pa Tần còn lại 16.472,71 ha diện tích tự nhiên và 2.130 nhân khẩu.